# Heil (Film)
Heil ist ein deutscher Spielfilm des Regisseurs Dietrich Brüggemann aus dem Jahr 2015. Das von Brüggemann verfasste Drehbuch nimmt auf satirische Weise Ansichten, Vorurteile und Methoden Rechtsextremer und Neonazis auf und parodiert gleichzeitig kritisch die Ansichten und Methoden anderer, wie z. B. linker Gegendemonstranten, Polizisten, Journalisten, Verfassungsschutz und bürgerlicher Beobachter.

## Handlung
Der Schriftsteller Sebastian Klein ist Sohn eines afrikanischen und eines deutschen Elternteils und einer der berühmtesten Autoren Deutschlands. Um sein neuestes Buch zu bewerben, bereist er Deutschland, um Lesungen zu halten, und besucht so auch die kleine Stadt Prittwitz. Dort angekommen, bekommt er von dortigen Neonazis einen Schlag auf den Kopf und verliert dadurch sein Langzeitgedächtnis. Er wiederholt nun papageienartig fast alles, was andere Leute ihm vorsprechen. Sven, der politische Anführer einer modernen national-demokratischen Partei, erkennt die Gelegenheit und nutzt Sebastian als Werbesprecher gegen Integration, insbesondere bei öffentlichen Auftritten, zu denen Sebastian regelmäßig Einladungen erhält. Als Sebastians hochschwangere Freundin Nina ihn erst im Fernsehen und dann real auf einer solchen Veranstaltung sieht, ist sie schockiert und folgt ihm mit Sascha, der seinen Job als Polizist wegen der lokalen Nazis aufgegeben hat, um Sebastian vor den Neonazis zu retten.

## Veröffentlichung
Heil hatte am 27. Juni 2015 beim Filmfest München Premiere und war danach in den Wettbewerb des Internationalen Filmfestivals Karlovy Vary eingeladen. In den deutschen Kinos startete der Film am 16. Juli 2015. Bis Dezember des Jahres wurden in Deutschland 42.760 Zuschauer gezählt.

## Kritik
Zum Erscheinen des Films nahmen sich viele Print- und Online-Medien Brüggemanns Films an, kommentierten Darstellung und Hintergründe und übten Kritik. So bekam Heil von der Tageszeitung negative Kritik. Vor allem wird die vereinfachende Darstellung kritisiert, Irrelevanz bezüglich heutiger politischer Entwicklungen um rechtsextreme Themen und fehlender echter Humor bescheinigt. Auch weitere Medien wie die Frankfurter Allgemeine Zeitung und Der Spiegel entwerfen eine ausführliche Kritik, die sich den Beziehungen und Hintergründen des Films aus heutiger politischer Sicht in Deutschland widmet. Bert Rebhandl vermisste auf FAZ.net die von einer Satire zu erwartende Erkenntnis. Der Film rette sich stattdessen ins Getöse. Hannah Pilarczyk beklagte auf Spiegel Online, das Sujet von Heil bleibe insgesamt diffus, es laufe auf einen groben Relativismus hinaus. Der Film komme „einem hochmotivierten Boxer gleich, der zu allen Seiten austeilt. Und gerade deshalb keinen Knock-out landet.“
Der Filmdienst lobte Heil als „Schrill-rasante Zeitgeist-Farce, die gnadenlos Problemzonen deutscher Mentalität bloßlegt.“ Andreas Busche empfahl die Satire auf kinofenster.de für die pädagogische Arbeit an Schulen: „Da Brüggemann aber nicht mit vorgefassten Argumenten arbeitet, stellt Heil trotz seines teils grobschlächtigen Humors eine gute Diskussionsgrundlage dar, um im Unterricht die Verbreitung rechtsextremen Gedankenguts im gesellschaftlichen Mainstream, die Mechanismen medialer Diskurse und die Anforderungen an eine moderne Zivilgesellschaft zu behandeln.“

## Auszeichnungen
- 2016: Preis der deutschen Filmkritik 2015 in den Kategorien „Bestes Drehbuch“ und „Bester Schnitt“[9]
- 2016: Schnitt-Preis an Vincent Assmann[10]

## Sonstiges
Mit Der schwarze Nazi kam ein Jahr später ein weiterer Kinofilm mit einer ähnlichen Thematik und Handlung heraus.
Die Macher von Der schwarze Nazi warfen den Produzenten von Heil seiner Zeit Ideenklau vor, verzichteten allerdings auf einen Rechtsstreit in erster Konsequenz. Der Vorwurf kam Zustande, da die Idee von Der schwarze Nazi weit vor der Produktion von Heil durch Crowdfunding Trailer öffentlich gemacht worden war.